# ويستمينستير (كاليفورنيا)
ويستمينستير (بالإنجليزية: Westminster )‏ هي إحدى مدن مقاطعة أورانج، كاليفورنيا. تم إعطاءها لقب مدينة في 27 مارس، 1957.

## التركيبة السكانية
حدّد مكتب تعداد الولايات المتحدة بيانات التركيبة السكانية لويستمينستير في تعداد الولايات المتحدة. في ما يلي، التركيبة السكانية حسب تعدادي 2000 و2010.

### تعداد عام 2000
بلغ عدد سكان ويستمينستير 88,207 نسمة بحسب تعداد عام 2000، وبلغ عدد الأسر 26,406 أسرة وعدد العائلات 20,403 عائلة مقيمة في المدينة. في حين سجلت الكثافة السكانية 3,392.6 نسمة لكل كيلومتر مربع (8,786.8/ميل2). وبلغ عدد الوحدات السكنية 26,940 وحدة بمتوسط كثافة قدره 1,036.2 لكل كيلومتر مربع (2,683.7/ميل2).
وتوزع التركيب العرقي للمدينة بنسبة 45.79% من البيض و0.99% من الأمريكيين الأفارقة و0.61% من الأمريكيين الأصليين و38.13% من الأمريكيين ذوي الأصول الآسيوية و0.46% من سكان جزر المحيط الهادئ و10.19% من الأعراق الأخرى و3.84% من عرقين مختلطين أو أكثر و21.70% من الهسبانيون أو اللاتينيون من أي عرق.
بلغ عدد الأسر 26,406 أسرة كانت نسبة 43.2% منها لديها أطفال تحت سن الثامنة عشر تعيش معهم، وبلغت نسبة الأزواج القاطنين مع بعضهم البعض 58.4% من أصل المجموع الكلي للأسر، ونسبة 12.4% من الأسر كان لديها معيلات من الإناث دون وجود شريك،  بينما كانت نسبة 6.5% من الأسر لديها معيلون من الذكور دون وجود شريكة وكانت نسبة 22.7% من غير العائلات. تألفت نسبة 16.9% من أصل جميع الأسر من عدة أفراد يعيشون في نفس المنزل ونسبة 7.4% كانت تتألف من شخص يعيش بمفرده يبلغ من العمر 65 عاماً أو أكثر. وبلغ متوسط حجم الأسرة المعيشية 3.32، أما متوسط حجم العائلات فبلغ 3.71.
بلغ العمر الوسطي للسكان 34.1 عاماً. وكانت نسبة 25.9% من القاطنين تحت سن الثامنة عشر، وكانت نسبة 8.8% بين الثامنة عشر والرابعة والعشرين عاماً، ونسبة 32.4% كانت واقعةً في الفئة العمرية ما بين الخامسة والعشرين والرابعة والأربعين عاماً، ونسبة 21.4% كانت ما بين الخامسة والأربعين والرابعة والستين، ونسبة 10.9% كانت ضمن فئة الخامسة والستين عاماً فما فوق. يوجد لكل 100 أنثى 100.1 ذكر، ويوجد لكل 100 أنثى في الثامنة عشر من عمرها فما فوق 98.1 ذكر.
بلغ متوسط دخل الأسرة في المدينة 47,674 دولارًا، أما متوسط دخل العائلة فبلغ 52,306 دولارًا. وكان متوسط دخل الذكور 35,554 دولارًا مقابل 27,166 دولارًا للإناث. وسجل دخل الفرد الخاص بالمدينة 17,346 دولارًا. وكانت نسبة 11.6% من العائلات ونسبة 14.1% من السكان تحت خط الفقر، وكان من هؤلاء نسبة 19% تحت سن الثامنة عشر ونسبة 9.8% في الخامسة والستين من العمر وما فوق.

### تعداد عام 2010
بلغ عدد سكان ويستمينستير 89,701 نسمة بحسب تعداد عام 2010، وبلغ عدد الأسر 26,164 أسرة وعدد العائلات 20,477 عائلة مقيمة في المدينة. في حين سجلت الكثافة السكانية 3,450 نسمة لكل كيلومتر مربع (8,935.5/ميل2). وبلغ عدد الوحدات السكنية 27,650 وحدة بمتوسط كثافة قدره 1,063.5 لكل كيلومتر مربع (2,754.5/ميل2).
وتوزع التركيب العرقي للمدينة بنسبة 35.72% من البيض و0.95% من الأمريكيين الأفارقة و0.44% من الأمريكيين الأصليين و47.49% من الأمريكيين ذوي الأصول الآسيوية و0.40% من سكان جزر المحيط الهادئ و11.40% من الأعراق الأخرى و3.60% من عرقين مختلطين أو أكثر و23.61% من الهسبانيون أو اللاتينيون من أي عرق.
بلغ عدد الأسر 26,164 أسرة كانت نسبة 41.1% منها لديها أطفال تحت سن الثامنة عشر تعيش معهم، وبلغت نسبة الأزواج القاطنين مع بعضهم البعض 57.3% من أصل المجموع الكلي للأسر، ونسبة 14.1% من الأسر كان لديها معيلات من الإناث دون وجود شريك،  بينما كانت نسبة 6.9% من الأسر لديها معيلون من الذكور دون وجود شريكة وكانت نسبة 21.7% من غير العائلات. تألفت نسبة 16.2% من أصل جميع الأسر من عدة أفراد يعيشون في نفس المنزل ونسبة 8.3% كانت تتألف من شخص يعيش بمفرده يبلغ من العمر 65 عاماً أو أكثر. وبلغ متوسط حجم الأسرة المعيشية 3.40، أما متوسط حجم العائلات فبلغ 3.74.
بلغ العمر الوسطي للسكان 38.7 عاماً. وكانت نسبة 23.3% من القاطنين تحت سن الثامنة عشر، وكانت نسبة 9.6% بين الثامنة عشر والرابعة والعشرين عاماً، ونسبة 26.8% كانت واقعةً في الفئة العمرية ما بين الخامسة والعشرين والرابعة والأربعين عاماً، ونسبة 26% كانت ما بين الخامسة والأربعين والرابعة والستين، ونسبة 14.3% كانت ضمن فئة الخامسة والستين عاماً فما فوق. وتوزع التركيب الجنسي للسكان بنسبة 49.4% ذكور و50.6% إناث.

## المناخ
يظهر الجدول التالي التغييرات المناخية على مدار السنة لويستمينستير:
| البيانات المناخية لـويستمينستير             | البيانات المناخية لـويستمينستير | البيانات المناخية لـويستمينستير | البيانات المناخية لـويستمينستير | البيانات المناخية لـويستمينستير | البيانات المناخية لـويستمينستير | البيانات المناخية لـويستمينستير | البيانات المناخية لـويستمينستير | البيانات المناخية لـويستمينستير | البيانات المناخية لـويستمينستير | البيانات المناخية لـويستمينستير | البيانات المناخية لـويستمينستير | البيانات المناخية لـويستمينستير | البيانات المناخية لـويستمينستير |
| الشهر                                       | يناير                           | فبراير                          | مارس                            | أبريل                           | مايو                            | يونيو                           | يوليو                           | أغسطس                           | سبتمبر                          | أكتوبر                          | نوفمبر                          | ديسمبر                          | المعدل السنوي                   |
| ------------------------------------------- | ------------------------------- | ------------------------------- | ------------------------------- | ------------------------------- | ------------------------------- | ------------------------------- | ------------------------------- | ------------------------------- | ------------------------------- | ------------------------------- | ------------------------------- | ------------------------------- | ------------------------------- |
| متوسط درجة الحرارة الكبرى °ف (°م)           | 69.1 (20.6)                     | 70.0 (21.1)                     | 71.1 (21.7)                     | 73.9 (23.3)                     | 75.0 (23.9)                     | 79.0 (26.1)                     | 82.9 (28.3)                     | 84.0 (28.9)                     | 82.9 (28.3)                     | 80.1 (26.7)                     | 73.9 (23.3)                     | 70.0 (21.1)                     | 76.0 (24.4)                     |
| متوسط درجة الحرارة الصغرى °ف (°م)           | 46.9 (8.3)                      | 48.0 (8.9)                      | 50 (10)                         | 52.0 (11.1)                     | 55.9 (13.3)                     | 60.1 (15.6)                     | 63.0 (17.2)                     | 64.0 (17.8)                     | 63.0 (17.2)                     | 57.9 (14.4)                     | 51.1 (10.6)                     | 46.0 (7.8)                      | 54.8 (12.7)                     |
| الهطول إنش (مم)                             | 3.18 (81)                       | 3.05 (77)                       | 2.78 (71)                       | 0.67 (17)                       | 0.25 (6.4)                      | 0.11 (2.8)                      | 0.02 (0.51)                     | 0.12 (3.0)                      | 0.34 (8.6)                      | 0.36 (9.1)                      | 1.17 (30)                       | 1.79 (45)                       | 13.84 (351.41)                  |
| المصدر: www.intellicast.com, September 2017 |                                 |                                 |                                 |                                 |                                 |                                 |                                 |                                 |                                 |                                 |                                 |                                 |                                 |

## أعلام
- بوبي غاريت
- بول كاليجوري
- ديفيد سوتون
- مايك موني
- بيل جيساب
- أدونيس أمايا
- غلين باركر
- إيريك لوبيز
- لوني شيلتون
- مارغريت إرفينغ